# Ron Funches
 (juillet 2019).
Si vous disposez d'ouvrages ou d'articles de référence ou si vous connaissez des sites web de qualité traitant du thème abordé ici, merci de compléter l'article en donnant les références utiles à sa vérifiabilité et en les liant à la section « Notes et références ».
Ron Funches est un acteur américain né le 12 mars 1983 à Los Angeles en Californie. Il est connu pour avoir écrit et joué dans Les trolls (2016), 6 Underground (2019) et L.A. Rush (2017).

## Biographie
Ronald Kyle Funches est né à Los Angeles, Californie mais a passé la première partie de sa vie avec sa mère et sa sœur dans le quartier Woodlawn à Chicago. La mère de Funches était assistante sociale. Quand il avait 13 ans, il a déménagé à Salem, pour vivre avec son père, qui y était employé comme tuyauteur.

## Filmographie

### Acteur

#### Cinéma[1]
- 2014 : Night Night with Ron Funches
- 2014 : Night Night with Ron Funches Ep 2
- 2015 : Movie Mind Machine
- 2015 : Bridgit Mendler: Undateable
- 2015 : Get Hard
- 2015 : Climate Change Deniers' Anthem
- 2016 : Les Trolls : Cooper
- 2017 : Trolls: Coopers Colorful Guide to Trolls : Cooper
- 2017 : L.A. Rush : Mocha
- 2017 : Puss in Book: Trapped in an Epic Tale : Fatholomew Fishflinger
- 2017 : Killing Hasselhoff : Bill Sigliano
- 2017 : La Baby-Sitter : M. Davis
- 2020 : Les Trolls 2 : Cooper
- 2020 : Sylvie
- 2020 : Jexi
- 2020 : Dark Web: Cicada 3301: Avi
- 2022 : Treize à la douzaine

#### Télévision[1]
- 2011 : Portlandia : un joueur de baseball (1 épisode)
- 2013 : New Girl : le musicien de rue (1 épisode)
- 2013 : Crash & Bernstein : Roland (5 épisodes)
- 2014 : Enlisted : Détective privé Huggins (1 épisode)
- 2014 : Selfie : Wayne (1 épisode)
- 2014 : Mulaney : Rodney (1 épisode)
- 2014-2015 : Kroll Show : lui-même (4 épisodes)
- 2014-2016 : Undateable : Shelly (36 épisodes)
- 2014-2016 : Drunk History : Jules, Herbert Muhammad et Herc (3 épisodes)
- 2014-2019 : Bob's Burgers : Patrick, Tim et Horseplay (3 épisodes)
- 2015 : Cougar Town : Marty (1 épisode)
- 2015 : BoJack Horseman : Gentle Farms Farmer (1 épisode)
- 2015 : Les Aventures du Chat potté : Fartholomew Fishflinger (1 épisode)
- 2015 : Adventure Time : le fou (1 épisode)
- 2015 : Conan : le patron du dîner (1 épisode)
- 2015 :  The Sixth Lead : lui-même (1 épisode)
- 2016 :  La Garde du Roi lion  Ajabu (1 épisode)
- 2016 : Transparent : Fredrick (1 épisode)
- 2016-2018 : Take My Wife : Ron (3 épisodes)
- 2016-2018 : En route : Les Aventures de Tif et Oh : Sharzod (13 épisodes)
- 2017 : Black-ish : Ledarius (1 épisode)
- 2017 : Powerless : Ron (12 épisodes)
- 2017 : Ours pour un et un pour t'ours : Wyatt (1 épisode)
- 2017 : Les Goldberg : Froy (1 épisode)
- 2017 : Larry et son nombril : un passager du bus (1 épisode)
- 2017 : Future Man : Ray (1 épisode)
- 2018 : Highly Gifted : Jerry (5 épisodes)
- 2018 : A.P. Bio : Hans (1 épisode)
- 2018 : OK K.O.! Let's Be Heroes : Sparko (4 épisode)
- 2018-2019 : Trolls : En avant la musique ! : Cooper (33 épisodes)
- 2019 : Man With a Plan : Funchy (3 épisodes)
- 2019 : Final Space : Fox (2 épisodes)
- depuis 2019 : Harley Quinn : Nanaue / King Shark (voix - en cours)
- 2020 : Hoops : Ron (10 épisodes)

### Scénariste[1]
- 2013-2014 : Kroll Show (11 épisodes)
- 2014 : No Pun Intendo
- 2014 : Night Night with Ron Funches
- 2014 : Night Night with Ron Funches Ep 2
- 2014-2015 : The Eric Andre Show (10 épisodes)
- 2018 : Laugh Factory (2 épisodes)
- 2020 : Ron Funches: Awakening